# That's a lie
That's a lie is een lied van de Nederlandse rapper Alessio en producer DJ Dylvn in samenwerking met de Nederlandse rappers Ronnie Flex, Chivv en ADF Samski. Het werd in 2023 als single uitgebracht.

## Achtergrond
Freestyle is geschreven door Dylan Fernandes, Alessio De Martino, Samir Plasschaert, Ronell Langston Plasschaert, Chyvon Pala en Wavey en geproduceerd door DJ Dylvn en Wavey. Het is een nummer dat past in het genre nederhop en poprap. In het lied wordt er gerapt over verschillende situaties waarin men tegen de liedvertellers liegt. Het nummer werd bij radiozender NPO FunX uitgeroepen tot DiXte track van de week.
Het is de eerste keer dat de artiesten tegelijkertijd met elkaar op een track te horen zijn. Wel werd er onderling al samengewerkt. Ronnie Flex, Chivv en ADF Samski deden dit op Okee shordy. Ook werkten Ronnie Flex en ADF Samski nog samen op Kameraden voor het leven en Chivv en ADF Samski op Ome Duo en Bon mij.

## Hitnoteringen
De artiesten hadden succes met het lied in de hitlijsten van Nederland. Het stond op de 72e plaats van de Nederlandse Single Top 100 in de enige week dat het in deze hitlijst stond. Er was geen notering in de Nederlandse Top 40; het kwam hier tot de zestiende positie van de Tipparade. 